# Stazione di Higashi-Mukōjima
La stazione di Higashi-Mukōjima (東向島駅?, Higashi-Mukōjima-eki) è una stazione ferroviaria situata nel quartiere di Sumida, a Tokyo, in Giappone, ed è servita dalla linea Tōbu Sky Tree delle Ferrovie Tōbu. La stazione ospita anche il Museo ferroviario Tōbu.

## Linee
Ferrovie Tōbu
● Linea Tōbu Isesaki (Linea Tōbu Sky tree)

## Struttura
La stazione, realizzata su viadotto, è dotata di due marciapiedi a isola e uno laterale con cinque binari totali.
| 1 | ● Linea Tōbu Sky Tree | per Kita-Senju, Tōbu Dōbutsukōen, Kuki e Tōbu Nikkō |
| 2 | ● Linea Tōbu Sky Tree | per Hikifune e Asakusa                              |

## Stazioni adiacenti
| «                  | Servizio               | »                  |
| Linea Tōbu Isesaki | Linea Tōbu Isesaki     | Linea Tōbu Isesaki |
| ------------------ | ---------------------- | ------------------ |
| Hikifune           | Locale                 | Kanegafuchi        |
| Hikifune           | Semiespresso sezionale | Kanegafuchi        |
| Hikifune           | Espresso sezionale     | Kanegafuchi        |
| Transito           | Espresso               | Transito           |
| Transito           | Semiespresso           | Transito           |
| Transito           | Rapido                 | Transito           |
| Transito           | Rapido sezionale       | Transito           |